# Міна Кешвар Камаль
Міна Кешвар Камаль (перс. مینا کشور کمال, широко відома як Міна, 27 лютого 1956, Кабул, Афганістан — 4 лютого 1987, Кветта, Пакистан) — афганська феміністка, борчиня за права жінок і засновниця Революційної асоціації жінок Афганістану, загинула внаслідок політичного вбивства 1987 року.

## Життєпис
1977 року, ще студенткою Кабульського університету, заснувала Революційну асоціацію жінок Афганістану (RAWA), завданнями якої були боротьба за рівність і право жінок на освіту, а заявленою метою — «дати голос пригнобленим і знемовленим жінкам Афганістану». 1979 року проводила кампанію проти уряду Афганістану, на її думку, маріонеткового, керованого з СРСР. 1981 року випустила двомовний феміністичний журнал, Payam-e-Zan («Послання жінки»). Також заснувала Watan Schools для допомоги дітям-біженцям та їх матерям, надання медичної допомоги й навчання практичним навичкам.
Наприкінці 1981 року на запрошення французького уряду Камаль представляла афганський рух опору на з'їзді Соціалістичної партії Франції. Радянська делегація, очолювана Борисом Пономарьовим, покинула зал, коли учасники натхненно вітали Міну Камаль, яка підняла руку в переможному жесті.
13 листопада 2006 року журнал «Time» у спеціальному випуску включив Міну Камаль до списку «60 азійських героїв», написавши: «Хоча їй було всього 30, коли вона померла, Міна встигла посіяти насіння афганського руху за жіночі права, заснованого на силі знань».

## Смерть
Була вбита у Кветті, Пакистан 4 лютого 1987 року. Думки про особи вбивць різняться, проте за припущеннями ЗМІ, це були агенти ХАД, афганської спецслужби, або лідера фундаменталістів-моджахедів Гульбеддіна Хекматіара.
Камаль була одружена з Фаїзом Ахмадом, лідером маоїстської Організації визволення Афганістану, якого також убили агенти Хекматіара 12 листопада 1986 року. У них було троє дітей, місцеперебування яких нині невідоме.